# Stereophyllum neocaledonicum
Stereophyllum neocaledonicum là một loài rêu trong họ Stereophyllaceae. Loài này được Broth. & Paris mô tả khoa học đầu tiên năm 1909.